# Kiss the Anus of a Black Cat
Kiss the Anus of a Black Cat is een Belgische band die op de eerste albums neofolk speelt, en hierbij vaak gebruikmaakt van drones. De latere albums bevatten naast neofolk ook new wave-invloeden.
De band begon als soloproject van Stef Irritant (pseudoniem van Stef Heeren), die een opleiding instrumentbouw genoot aan het conservatorium van Gent De bandnaam verwijst naar een inwijdingsritueel in heksenkringen en verheerlijkt de tegencultuur. Het Britse muziekmagazine Magazine zette de band in zijn lijst met de 10 meest absurde bandnamen.
Kiss the Anus of a Black Cat speelde onder meer op Pukkelpop, Boomtown en Cactusfestival.
In 2015 verscheen de vijfde langspeler To Live Vicariously. Dat jaar werden ook de twee eerste albums heruitgegeven door het Gentse 9000 Records.

## Discografie
- If the Sky Falls, We Shall Catch Larks (2005, (K-RAA-K)3)
- An Interlude to the Outermost (2007, (K-RAA-K)³)
- The Nebulous Dreams (2008, Conspiracy records)
- Hewers of Wood and Drawers of Water (2010, Zeal Records)
- Weltuntergangsstimmung (2012, Zeal Records)
- To Live Vicariously (2015, Zeal Records, Consouling Sounds)